# RhB Xrot mt
Als Xrot mt wird bei der Rhätischen Bahn eine mit Dieselmotor betriebene Schneeschleuder mit Führerstand bezeichnet.

## Xrot mt von Beilhack (Nr. 9217)

### Geschichtliches
Durch den Wegfall der Stammnetzschneeschleudern gab es bei starken Schneefällen, welche meistens im Prättigau, auf der Arosa- und Albulalinie gleichzeitig auftraten, Probleme, dass nicht genügend Schneeschleudern vorhanden waren. Man hatte zwar die Xrot m 9216, jedoch konnte diese alleine nicht alle Gebiete innerhalb nützlicher Zeit räumen.
Geplant war zuerst eine Bestellung von zwei Fahrzeugen, welche dann aber auf eine reduziert wurde. Die Bestellung erfolgte zusammen mit der FO, welche ebenfalls eine bei Beilhack bestellte. Zur selben Zeit bestellte auch die NSB praktisch denselben Typ, allerdings mit zwei Unterschieden, jene der NSB waren für Normalspur und selbstfahrend konstruiert. Die RhB entschied sich aus zwei Gründen für eine nicht selbstfahrende. Einerseits konnten somit die beiden Schneeschleudern der FO und RhB identisch gehalten werden, da ein Zahnradantrieb für die FO sehr kompliziert würde, andererseits konnte man sich dadurch etwa eine halbe Million Franken einsparen.
Als Schiebelokomotive waren damals die Gm 3/3 geplant, heute kann sie jedoch auch die neueren Gmf 4/4 fernsteuern.

### Aufbau
Zum Antrieb der Schleuderräder kommen zwei 334 kW starke Dieselmotoren von Deutz zum Einsatz. Wie schon bei den elektrischen Schleudern für die Berninastrecke sind auch diese auf dem Drehgestell um 180° drehbar. Ebenfalls können Komponenten der Schleuderräder mit den RhB Xrotet ausgetauscht werden. Mit einer Räumbreite von bis zu 4,6 m mit ausgefahrenen Riffelblechen und einer Räumhöhe von 2,5 m, bei einer Räumleistung von 11 700 t/h setzte diese Schneeschleuder neue Massstäbe bei der RhB.

### Umbauten
Zur besseren Übersicht wurde die Schneeschleuder mit einer Kamera und einem dazugehörigen Monitor im Führerstand ausgerüstet.

## Xrot mt von Zaugg
Bei der Firma Zaugg AG wurden vier neue Fahrzeuge bestellt. Wie die Vorgängergeneration können die neuen Schneeschleudern gedreht werden. Im Gegensatz zu den älteren Schneeschleudern, welche mit einem Schleuderrad arbeiteten, wird bei diesen Maschinen mit Fräswalzen gearbeitet. 
Die Schneeräumung wird bei diesen Maschinen gleich wie bei den meisten älteren in zwei Durchgängen erledigt. Im ersten Durchgang sind die Fräswalzen eng beieinander. Dadurch wird ein erster schmaler Schlitz weggefräst. In einem zweiten Durchgang werden die Fräswalzen seitlich ausgefahren um die Ränder abzutragen.
Während der Schneeräumung werden die Schneefräsen 95401-95404 regulär von der Gmf 4/4 II geschoben. Dafür kann die Gmf 4/4 II von der Schneefräse aus ferngesteuert werden.

### 954 03 und 954 04 für die Berninalinie

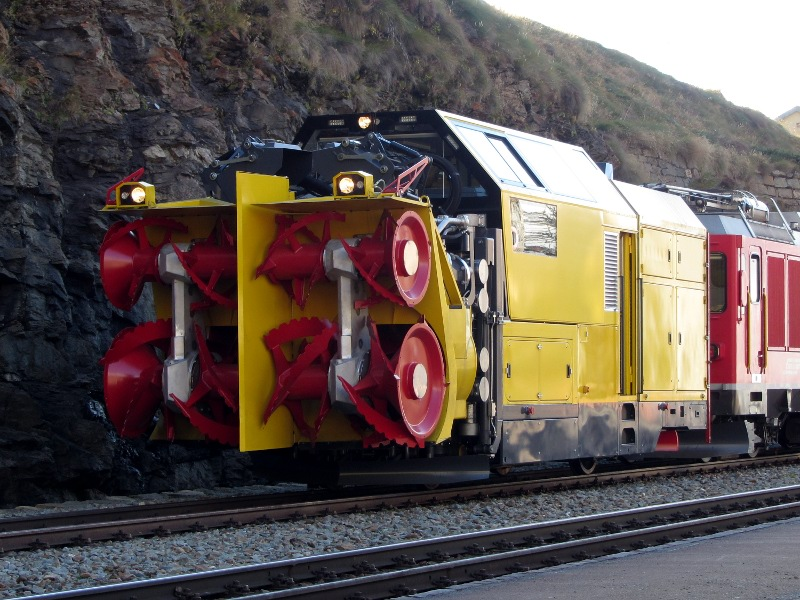
Xrotmt 954 in Alp Grüm

Die zwei grossen Schneeschleudern sind im Mai bzw. Dezember 2011 abgeliefert worden und sollen auf der Berninalinie eingesetzt werden. Sie haben eine Räumleistung von 8 500 t/h. Die Schleuderaggregate können seitlich ausgefahren werden auf eine Räumbreite von 6 m.

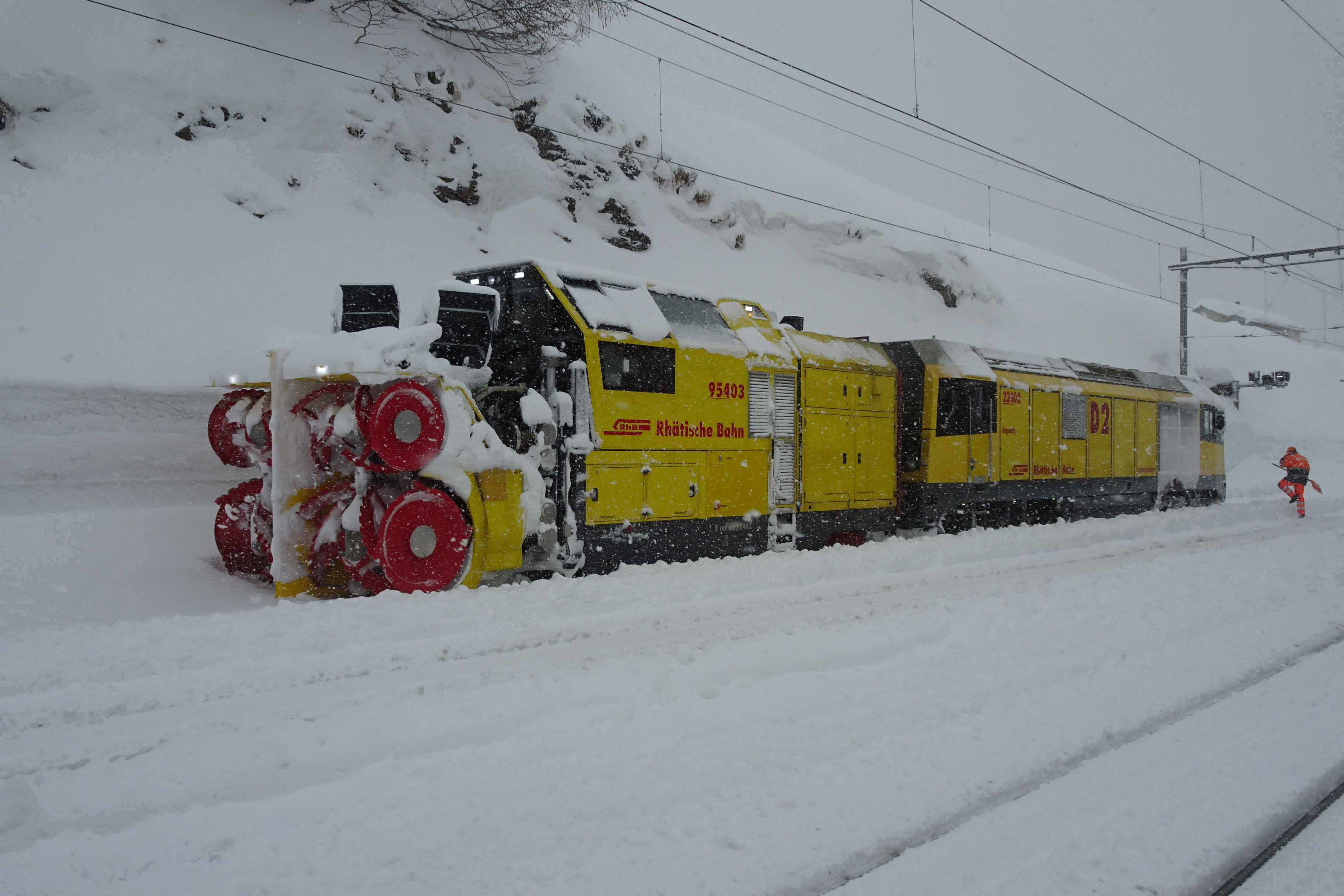
RhB Xm rot 95403 mit Gmf 4/4 II 23402 in Alp Grüm

Im März 2024 war RhB Xrot mt 954 03 mit RhB Gmf 4/4 II 23402 im Einsatz zwischen Alp Grüm und Ospizio Bernina.

### 954 01 und 954 02 für das Stammnetz
Die zwei kleinen Schneeschleudern wurden 2012 ausgeliefert und kommen auf der Albulalinie und auf den Strecken nach Arosa und Disentis zum Einsatz.

## Liste aller Xrot mt der Rhätischen Bahn
| Nummerierung:          | 9217                 | 954 01–02     | 954 03–04     |
| Anzahl:                | 1                    | 2             | 2             |
| Einsatzort:            | Stammnetz            | Stammnetz     | Bernina-Linie |
| Hersteller:            | Beilhack             | Zaugg AG      | Zaugg AG      |
| Baujahr(e):            | 1981                 | 2012          | 2010/11       |
| Länge:                 | 11 000 mm            | 10 000 mm     | 10 240 mm     |
| Höhe:                  | 3 770 mm             | 3 780 mm      | 3 780 mm      |
| Breite:                | 3 060 mm             | 2 700 mm      | 3 000 mm      |
| Dienstmasse:           | 38 t                 | 30 t          | 31 t          |
| Höchstgeschwindigkeit: | 50 km/h              |               |               |
| Stundenleistung:       | 2 × 334 kW           | 450 kW        | 2 × 450 kW    |
| Motorentyp:            | 2 × Deutz BF12 L413F | Mercedes-Benz | Mercedes-Benz |
| Räumleistung:          | 11 700 t/h           | 3 500 t/h     | 8 500 t/h     |
| min. Raumbreite:       | 3 060                | 2 700 mm      | 3 000 mm      |
| max. Räumbreite:       | 4 600 mm             | 4 600 mm      | 6 000 mm      |
| Räumhöhe:              | 2 500 mm             | 2 200 mm      | 4 600 mm      |